# 第8太陽週期

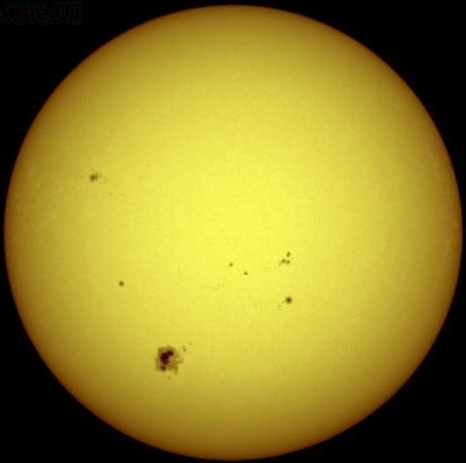
太陽和一些可見的黑子。

第8太陽週期是從1755年開始紀錄太陽黑子活動以來的第8個太陽週期 。這個週期開始於1833年11月，結束於1843年7月，持續了9.8年。在這個週期內的最大平滑黑子數(超過12個月期間的黑子月平均數值)為146.9，最小的數值為10.6。